# 19763 Клімеш
19763 Клімеш (19763 Klimesh) — астероїд головного поясу, відкритий 18 червня 2000 року.
Тіссеранів параметр щодо Юпітера — 3,397.